# Giovan Pietro Vieusseux
Giovan Pietro Vieusseux (Oneglia, 28 settembre 1779 – Firenze, 28 aprile 1863) è stato uno scrittore e editore italiano, di origine franco-svizzera.

## Biografia

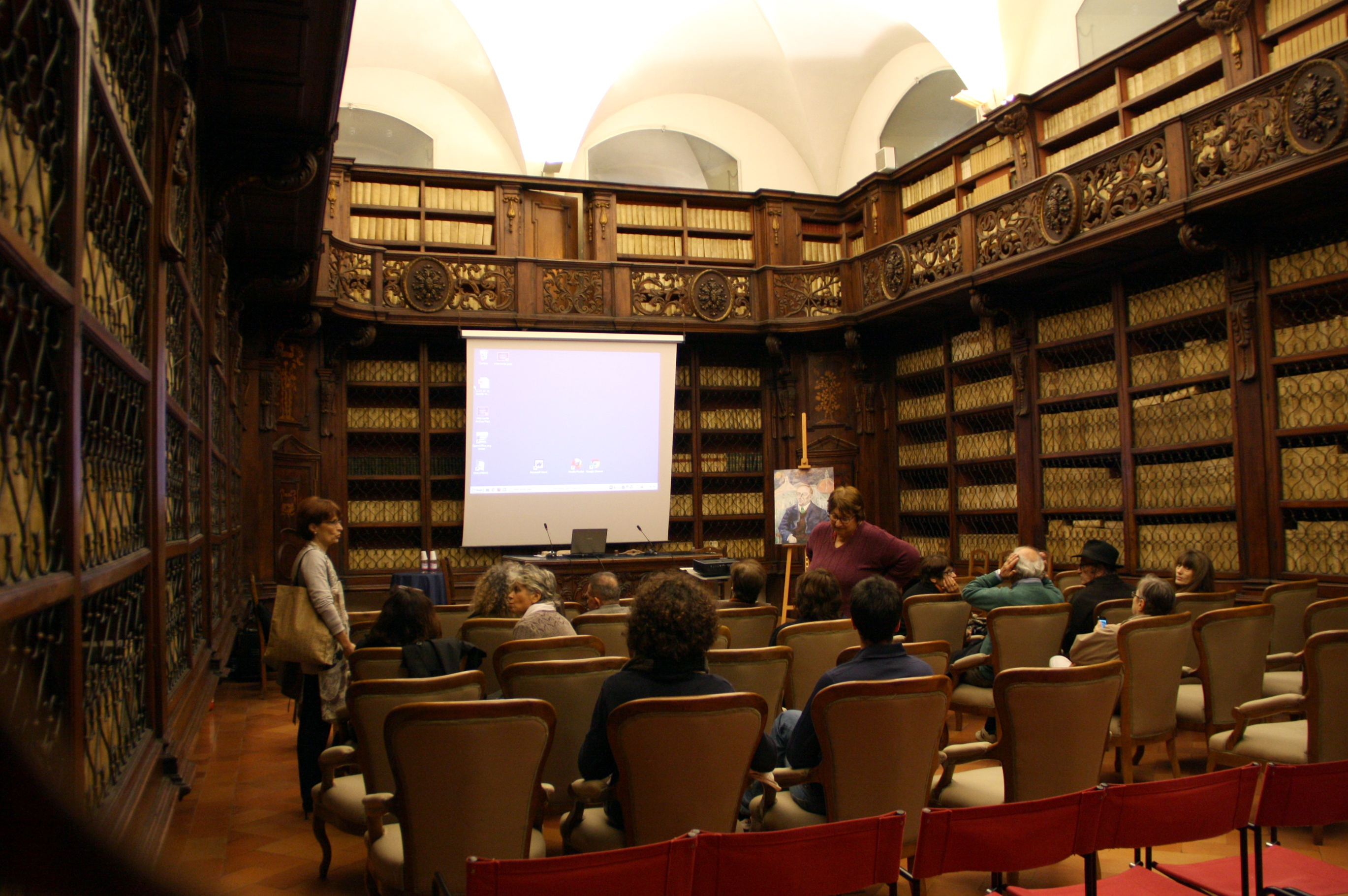
Gabinetto Vieusseux

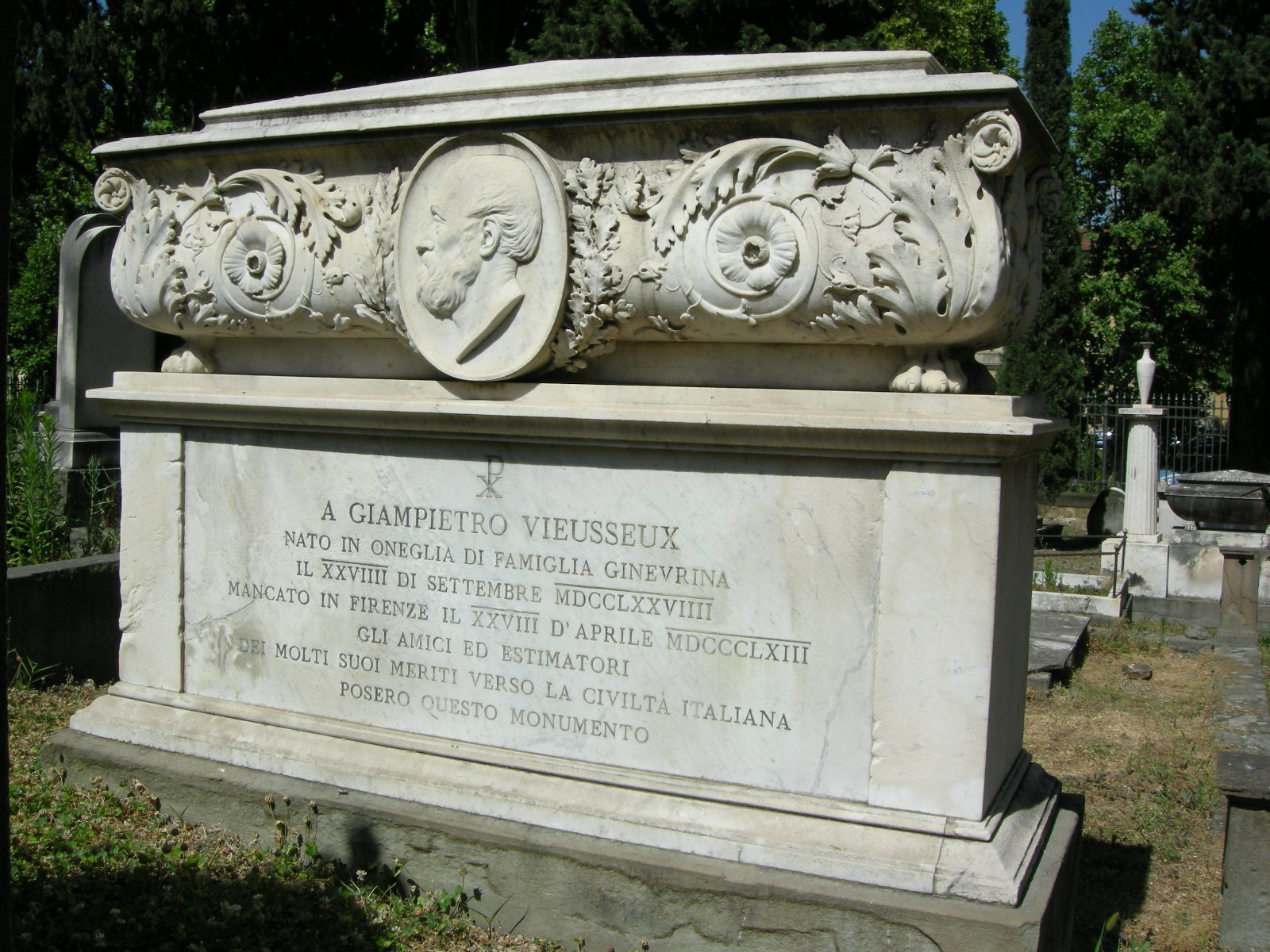
La tomba di Vieusseux nel Cimitero degli inglesi di Firenze

Nato in Liguria da famiglia svizzero-francese, ricevette una formazione mercantile dal padre, Pierre (1746-1832), originario di Ginevra, che era un avvocato e commerciante.
Dal 1804 Giovan Pietro si occupò ad Anversa della succursale della casa di commercio Sautter, frères et C. Nel 1814 lavorò per suo cognato Pierre Senn (1767-1838), che possedeva un'impresa a Livorno e fino al 1817 viaggiò nel Nord Europa per conto della ditta Senn, Guebhard et C. Dopo essere rientrato a Livorno, ripartì alla volta di Tunisi, dove giunse il 1º settembre 1818 durante l'infuriare di un'epidemia di peste: dal diario di quei giorni preparò il soggetto per un volume che non avrebbe mai terminato. 
Nel 1819, Vieusseux si trasferì a Firenze e annunciò l'apertura di un  Gabinetto scientifico letterario nel Palazzo Buondelmonti di Firenze con sale aperte alla conversazione e allo scambio di idee. Fondata il 25 gennaio 1820, la biblioteca era costituita da «tutti gli scritti periodici i più interessanti, tanto d'Italia che d'oltre mare e d'oltre monte», e «carte geografiche, dizionari, ed altri libri da consultarsi», come si annunciava nel manifesto della fondazione, mentre il primo nucleo librario fu formato dai suoi stessi volumi personali.
In contatto epistolare con i principali intellettuali del tempo, Vieusseux fondò unitamente a Gino Capponi Antologia, periodico d'informazione letteraria e politica, il cui primo numero uscì nel gennaio 1821. La rivista ospitò, tra gli altri, scritti di Carlo Botta, Pietro Colletta, Ugo Foscolo, Pietro Giordani, Raffaele Lambruschini, Giacomo Leopardi, Giuseppe Mazzini, Giuseppe Montani e Niccolò Tommaseo. Fu proprio un articolo di quest'ultimo che nel marzo 1833 causò la soppressione del periodico. 
Vieusseux fu editore di altri giornali, tra cui il Giornale Agrario Toscano (vol. 1, 1827) e dell'Archivio storico italiano (1842). La prima serie del periodico riprendeva il lavoro di Ludovico Antonio Muratori, che era stato il primo studioso a pubblicare le fonti storiche italiane e fu compilato da Raffaele Lambruschini, Cosimo Ridolfi e Lapo de' Ricci e nella cui Appendice Vieusseux riuscì a dar spazio ad argomenti di rilevanza storiografica. Dal 1857 al 1863, Vieusseux fu editore del Giornale storico degli archivi toscani, pubblicato dalla soprintendenza generale agli archivi del Granducato e diretto da Francesco Bonaini.
Durante la sua attività Giovan Pietro Vieusseux diede alle stampe: Delle condizioni del commercio librario in Italia e del desiderio di una fiera libraria e per incidenza della proprietà letteraria e dell'unione doganale", (Firenze, Galileiana, 1844) e Frammenti sull'Italia nel 1822 e progetto di confederazione (Firenze, Galileiana, 1848).
Dopo 40 anni di lavoro, il 29 settembre 1859, fu coniata una medaglia d'oro in suo onore, per esser stato uno dei principali tramiti tra la cultura italiana e quella europea. Nella sua esistenza Vieusseux fu socio di numerose istituzioni e accademie in ogni parte d'Italia (in ordine cronologico: Accademia dei georgofili, Accademia labronica, Accademia pistoiese, Accademia dei sepolti, Accademia valdarnese, Accademia agraria di Pesaro, Accademia degli incamminati, Accademia della Valtiberina… ). Il 2 maggio 1863 per decreto del municipio di Firenze fu collocata una targa sulla facciata del palazzo Buondelmonti «in memoria dell'inclito cittadino».

## L'eredità letteraria di Vieusseux
Nel 1866, sempre a Firenze, iniziarono ad uscire i fascicoli della Nuova Antologia, diretta da Francesco Protonotari. La rivista, passata a Roma nel 1888, ha avuto tra i suoi direttori nomi prestigiosi della cultura italiana, tra i quali Domenico Gnoli e Giovanni Spadolini.

## Intitolazioni
A Vieusseux sono intitolati il Liceo Scientifico e Classico di Imperia, una via di Imperia, una piazza di Firenze ed una via a Ginevra (Cité-Vieusseux).

## Scritti
- Delle condizioni del commercio librario in Italia e del desiderio di una fiera libraria e per incidenza della proprietà letteraria e dell'unione doganale, Firenze, coi tipi della Galileiana, 1844.
- Journal-itinéraire de mon voyage en Europe (1814-1817). Con il carteggio relativo al viaggio, a cura di Lucia Tonini, Firenze, Olschki, 1998. ISBN 978-88-222-4583-0.

## Lettere e carteggi
- Carteggio inedito Niccolo Tommaseo, G. P. Vieusseux, a cura di Raffaele Ciampini e Petre Ciureanu, Roma, Edizioni di Storia e letteratura, 1956.
- Carteggio inedito Bianchetti-Vieusseux, a cura di Antonio Di Preta, Urbino, Argalia, 1973.
- Carteggio Cosimo Ridolfi, Gian Pietro Vieusseux, 3 voll., Firenze, Fondazione Spadolini-Nuova antologia, Le Monnier, 1994-1996. Comprende:

1. 1821-1838, con introduzione e a cura di Fulvio Conti, prefazione di Giovanni Spadolini;
2. 1839-1845, con introduzione e a cura di Marco Pignotti, premessa di Cosimo Ceccuti;
3. 1846-1863, con introduzione e a cura di Marco Pignotti ; premessa di Cosimo Ceccuti.

- Carteggio, Gino Capponi, Gian Pietro Vieusseux, 3 voll., Firenze, Fondazione Spadolini-Nuova antologia, Le Monnier, 1994-1996. Comprende:

1. 1821-1833, con introduzione e a cura di Aglaia Paoletti, prefazione di Giovanni Spadolini;
2. 1834-1850, con introduzione e a cura di Aglaia Paoletti; premessa di Cosimo Ceccuti;
3. 1851-1863, con introduzione e a cura di Aglaia Paoletti, premessa di Cosimo Ceccuti.

## Archivio personale
Dopo diversi anni dalla morte di Giovan Pietro Vieusseux, il nipote Eugenio decise nel 1887 di cedere il carteggio del Vieusseux alla Biblioteca centrale di Firenze. Il Carteggio Vieusseux diede avvio al progetto di un “Archivio della letteratura italiana” di ogni lettera si fecero due schede (per mittente e per destinatario) con l’argomento o contenuto del testo epistolare. Il carteggio consisteva in corrispondenza con Raffaele Lambruschini, Gino Capponi e Niccolò Tommaseo, minute delle lettere spedite dal Vieusseux, fascicoli a stampa e manoscritti, materiali relativi all’Antologia, al Giornale Agrario Toscano e dell’Archivio Storico Italiano, progetti e scritti sul commercio librario. Il carteggio fu riordinato da Alessandro Carraresi fino al 1896.
In seguito, le sue carte sono depositate presso il Gabinetto Vieussex e altre 11 biblioteche e archivi fiorentini.